# Headliner

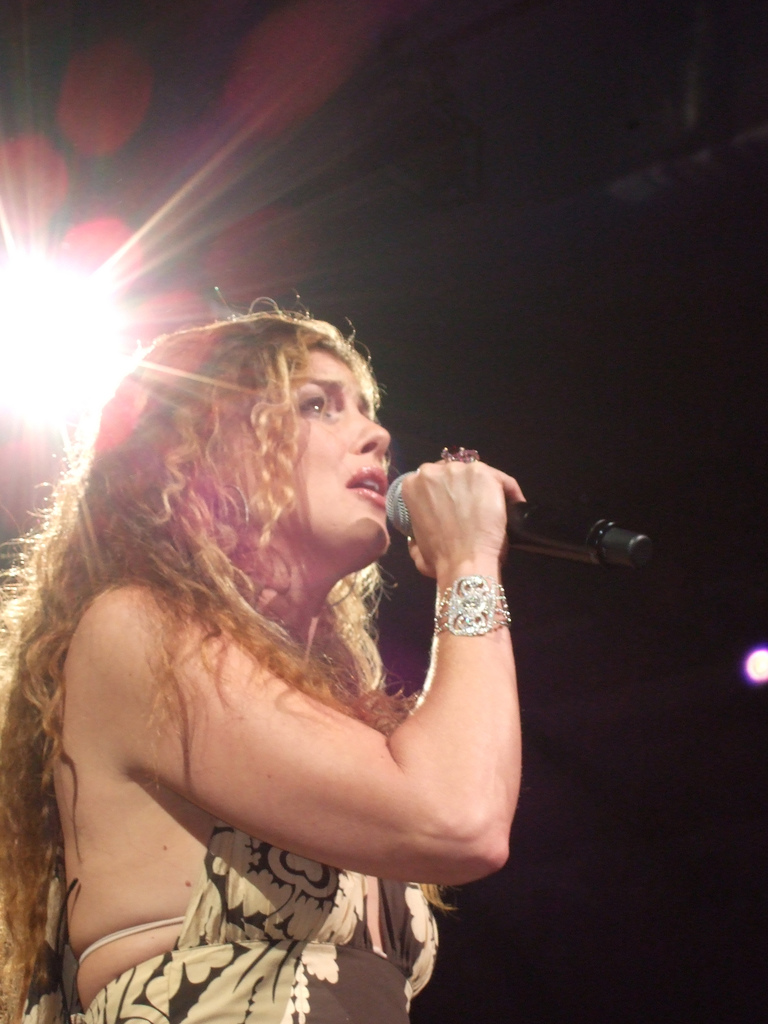
Faith Hill è stata co-headliner del Soul2Soul II Tour nel 2006

Il termine inglese headliner è usato nell'ambito dello spettacolo per definire l'esibizione principale in un evento musicale, teatrale o comico. Generalmente, nei concerti l'headliner è l'atto finale di una performance e anche quello a cui è dedicato più tempo ed è preceduto dai gruppi spalla o opening act.
Il termine headliner deriva dal fatto che questi artisti o gruppi vengono solitamente menzionati in modo più evidente dal punto di vista grafico sui manifesti per attirare il maggior numero possibile di spettatori. 
I tour dei gruppi musicali prendono solitamente il nome dal titolo dell'ultimo album prodotto o del brano di maggior successo nell'album; in questi casi la band che organizza il tour è l'headliner e si esibisce dopo i gruppi spalla o artista d'apertura.
Negli eventi sportivi il cosiddetto "main event" ha un significato simile

## Storia
Il termine "headliner" risale al 1890. 